# Municipio de Warrenton (Minnesota)
El municipio de Warrenton (en inglés: Warrenton Township) es un municipio ubicado en el condado de Marshall en el estado estadounidense de Minnesota. En el año 2010 tenía una población de 103 habitantes y una densidad poblacional de 1,12 personas por km².

## Geografía
El municipio de Warrenton se encuentra ubicado en las coordenadas 48°14′21″N 96°49′37″O / 48.23917, -96.82694. Según la Oficina del Censo de los Estados Unidos, el municipio tiene una superficie total de 91.78 km², de la cual 91,78 km² corresponden a tierra firme y (0 %) 0 km² es agua.

## Demografía
Según el censo de 2010, había 103 personas residiendo en el municipio de Warrenton. La densidad de población era de 1,12 hab./km². De los 103 habitantes, el municipio de Warrenton estaba compuesto por el 97,09 % blancos, el 0,97 % eran asiáticos y el 1,94 % eran de una mezcla de razas. Del total de la población el 0,97 % eran hispanos o latinos de cualquier raza.